# 带虫免疫

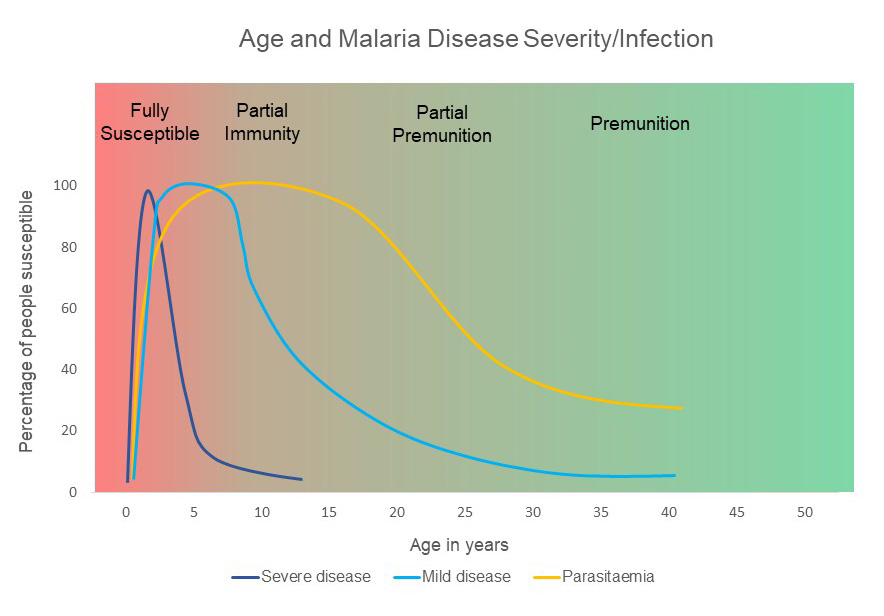
图示疟疾的伴随免疫。 Adapted from

带虫免疫（premunition），也称感染免疫（infection-immunity）是一种非消除性免疫，指机体在反复的抗原刺激下获得的临床免疫状态（不再有明显的临床症状，也即无症状感染）的同时仍保持一定水平的病原体载荷。这种免疫力依赖体内的病原体的存在，当体内的寄生虫被完全清除后，机体对该病原体的免疫力也会逐渐消失。
人体对寄生虫感染的免疫多属带虫免疫，如对疟原虫感染的免疫。